# Turnov (stacja kolejowa)
Turnov – stacja kolejowa w Turnovie, w kraju libereckim, w Czechach. Jest ważnym węzłem kolejowym o znaczeniu regionalnym. Znajduje się na wysokości 265 m n.p.m.
Jest zarządzana przez Správę železnic. Na stacji znajdują się kasy biletowe, na których istnieje możliwość zakupu biletów na wszystkie pociągi w tym międzynarodowe oraz rezerwacji miejsc.

## Linie kolejowe
- 030 Jaroměř - Liberec
- 041 Hradec Králové - Jičín - Turnov
- 070 Praha - Turnov